# Reh Kendermann
Die Reh Kendermann GmbH Weinkellerei ist eine inhabergeführte deutsche Weinkellerei mit Sitz in Bingen in Rheinland-Pfalz. Sie entstand 1997 aus dem Zusammenschluss der Kellereien Carl Reh (gegründet 1920) in Leiwen und Hermann Kendermann in Bingen. Trauben und Most bezieht Reh Kendermann von Vertragswinzern in den Anbaugebieten Pfalz und Rheinhessen. Eigene Weinberge besitzt der Familienbetrieb an der Mosel, im Südwesten Rumäniens bei Oprisor (Carl Reh Winery) und im südafrikanischen Wellington (Napier Vineyards). Heute exportiert Reh Kendermann Wein in über 35 Länder. Im Jahr 2010 wurde dem Unternehmen ein Marktanteil von rund 12 % am Gesamtweinmarkt in Deutschland zugeschrieben.

## Geschichte
Im Jahr 1920 gründete Carl Reh (* 1898; † 1962) ein Handelsunternehmen für Trauben, Most und Wein in Leiwen an der Mosel. Dort baute er sieben Jahre später seine Kellerei Carl Reh GmbH & Co. KG auf. Aufgrund von steigendem Platzbedarf mietete der Winzer in den Folgejahren weitere Kellereien an und kaufte Weinberge an der Mosel zu. Im Jahr 1949 erhielt die Kellerei ihre erste Auszeichnung: den Staatsehrenpreis für besondere Leistungen im Weinbau in Rheinland-Pfalz, überreicht von Peter Altmeier, Minister für Landwirtschaft, Weinbau und Forsten. Im selben Jahr erhielt Carl Rehs Sohn Günther Reh die Einzelprokura und teilte sich mit seinem Vater die Geschäftsleitung. 1956 wurde eine vollautomatische Abfüllanlage angeschafft und in Leiwen eingeweiht. Die Investition ermöglichte der Kellerei eine Lagerung von sechs Millionen Litern Wein und eine Abfüllung von 10.000 Flaschen pro Stunde. Nach dem Tod von Unternehmensgründer Carl Reh im Jahr 1962 übernahm Günther Reh die alleinige Geschäftsführung. 1987 löste ihn Carl Reh Junior, Enkel des Gründers, in der Geschäftsführung ab. Im Jahr 1992 übernahm die Carl Reh GmbH & Co. KG die Hermann Kendermann Gesellschaft mit beschränkter Haftung Weinkellerei aus Bingen am Rhein sowie die deutsche Weinmarke Black Tower, die als die weltweit meistverkaufte deutsche Weinmarke gilt. 1997 wurden beide Kellereien zusammengeführt und die Hermann Kendermann GmbH Weinkellerei in Reh Kendermann GmbH Weinkellerei umfirmiert.
Das Unternehmen wird in dritter Generation familiengeführt. 1999 übernahmen Andrea und Carl Reh Junior das Unternehmen zu einhundert Prozent. 2015 trat Alexander Rittlinger, zuvor Leiter Marketing und Vertrieb Deutschland, neben Carl Reh in die Geschäftsführung ein.

## Produktportfolio
Neben Handelsmarken und Lohnfüllungen gehören Markenweine wie zum Beispiel Black Tower und Premium-Own-Label-Produkte zum Portfolio der Kellerei. Reh Kendermann besitzt zwei eigene Weingüter außerhalb Deutschlands: in Rumänien und Südafrika. Die Weine der Marke Val Duna werden im eigenen Weingut im rumänischen Oprisor angebaut. Seit April 2017 ist Reh Kendermann zudem im Besitz des südafrikanischen Weinguts Napier Vineyards. Dieses liegt in der Weinregion Wellington im Western Cape Südafrikas. Darüber hinaus erwarb das Familienunternehmen 2015 eine Mehrheitsbeteiligung am britischen Weinimporteur Yapp Brothers. 2020 folgte eine Beteiligung am britischen Weindistributeur North South Wines.

## Auszeichnungen (Auswahl)
- 2017: Best Producer, Still Wine‘ South Africa für Napier – Berliner Wein Trophy[11]
- 2009: Meininger Award in der Kategorie Weinunternehmer des Jahres national für Carl Reh[12]
- 2004: Rieslingkellerei des Jahres – Zeitschrift  Meiningers Weinwelt[13]